# Tenuilapotamon
Tenuilapotamon is een geslacht van kreeftachtigen uit de klasse van de Malacostraca (hogere kreeftachtigen).

## Soorten
- Tenuilapotamon inflexum Dai, Y. C. Song, G. Li, Z. Y. Chen, P. P. Wang & Hu, 1984
- Tenuilapotamon joshuiense (Dai, Y. Z. Song, He, Cao, Z. B. Xu & Zhong, 1975)
- Tenuilapotamon latilum (G. Chen, 1980)